# Lactofilia

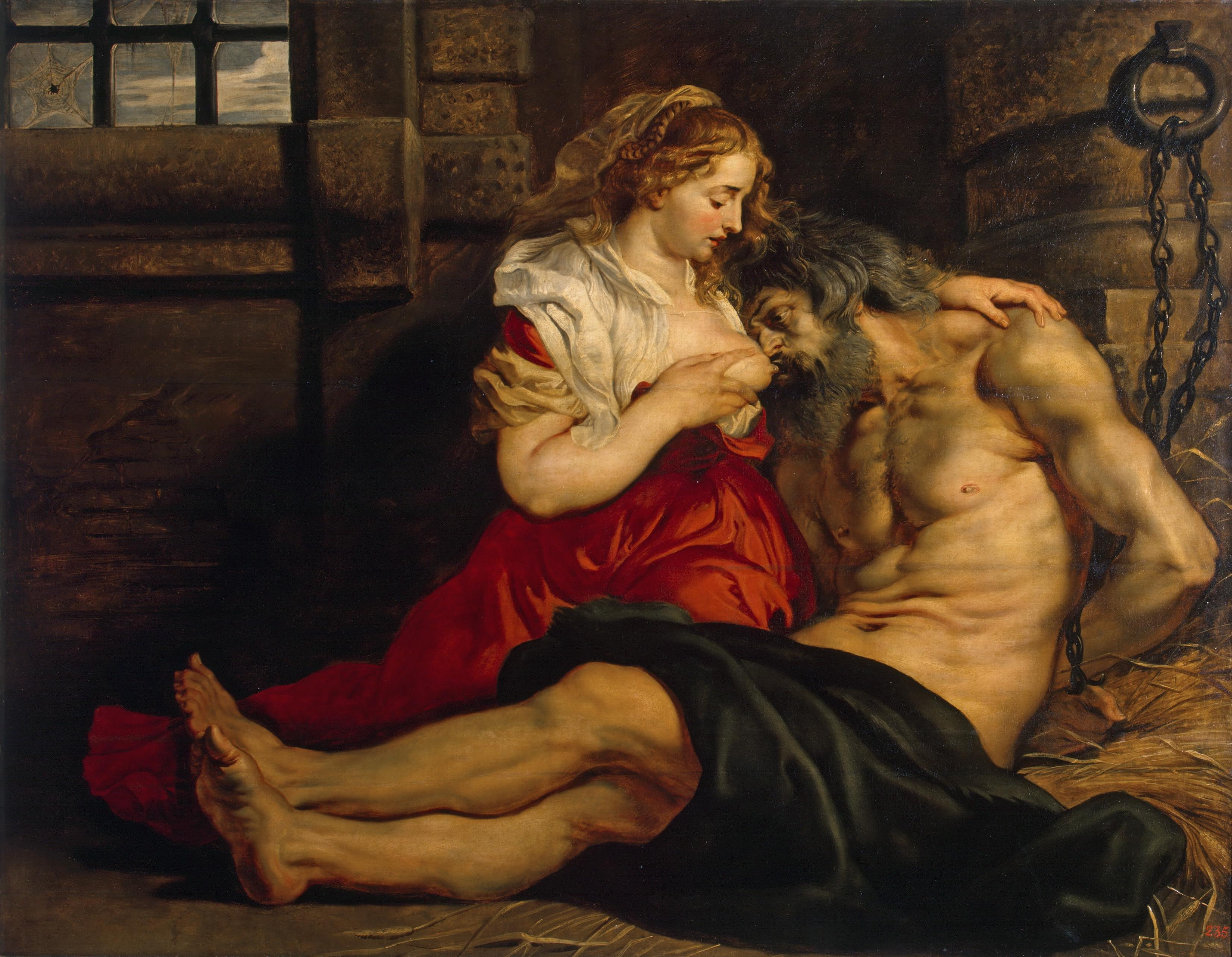
(Representação artística de amamentação adulta em um contexto que não se enquadra a lactofilia. O tema recorrente “Roman Charity” representa uma filha que amamenta escondida o próprio pai, condenado à morte por inanição, para que ele não morra e não por prazer de qualquer parte.) - Roman Charity por Pieter Pauwel Reubens, 1612

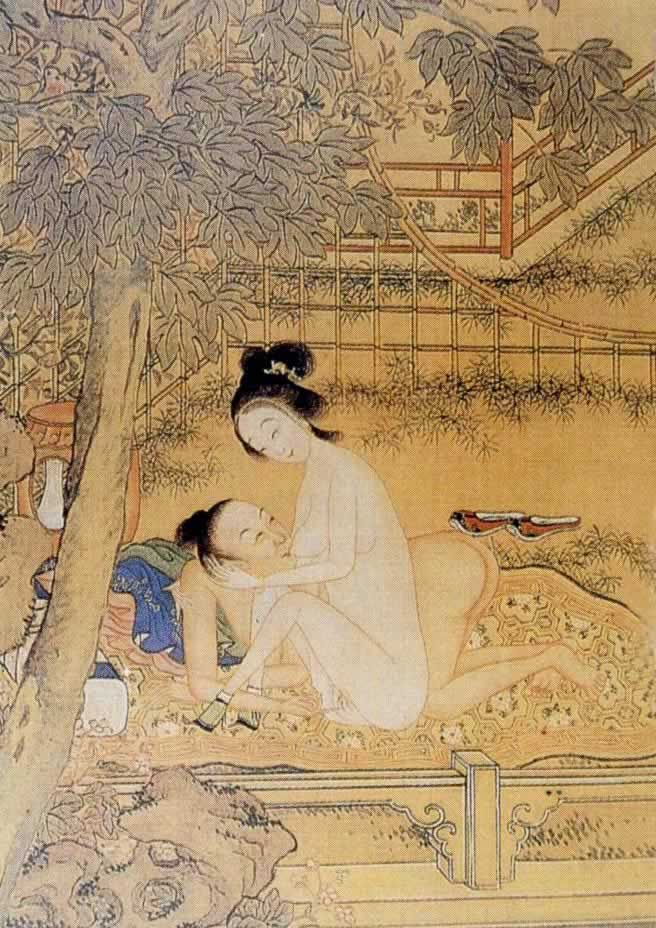
Pintura chinesa antiga representando lactação erótica

Lactofilia ou lactação erótica é uma parafilia que consiste no prazer em sugar ou ver a saída de leite dos seios de uma mulher quando em lactação. A prática costuma ser retratada em alguns filmes eróticos americanos, onde a mulher esguicha o leite de seus mamilos em um copo com café ou chocolate e em seguida ingere a bebida formada.

## Fisiologia sexual
Os seios, em especial os mamilos, são zonas altamente erógenas, tanto para os homens quanto para as mulheres. A estimulação dos mamilos femininos é um aspecto quase universal da sexualidade humana, embora a estimulação nos homens não seja considerada. A fêmea da espécie humana é a única dos primatas cujos seios crescem em caráter permanente após a puberdade; nos outros primatas, isto só acontece na gravidez.

## História

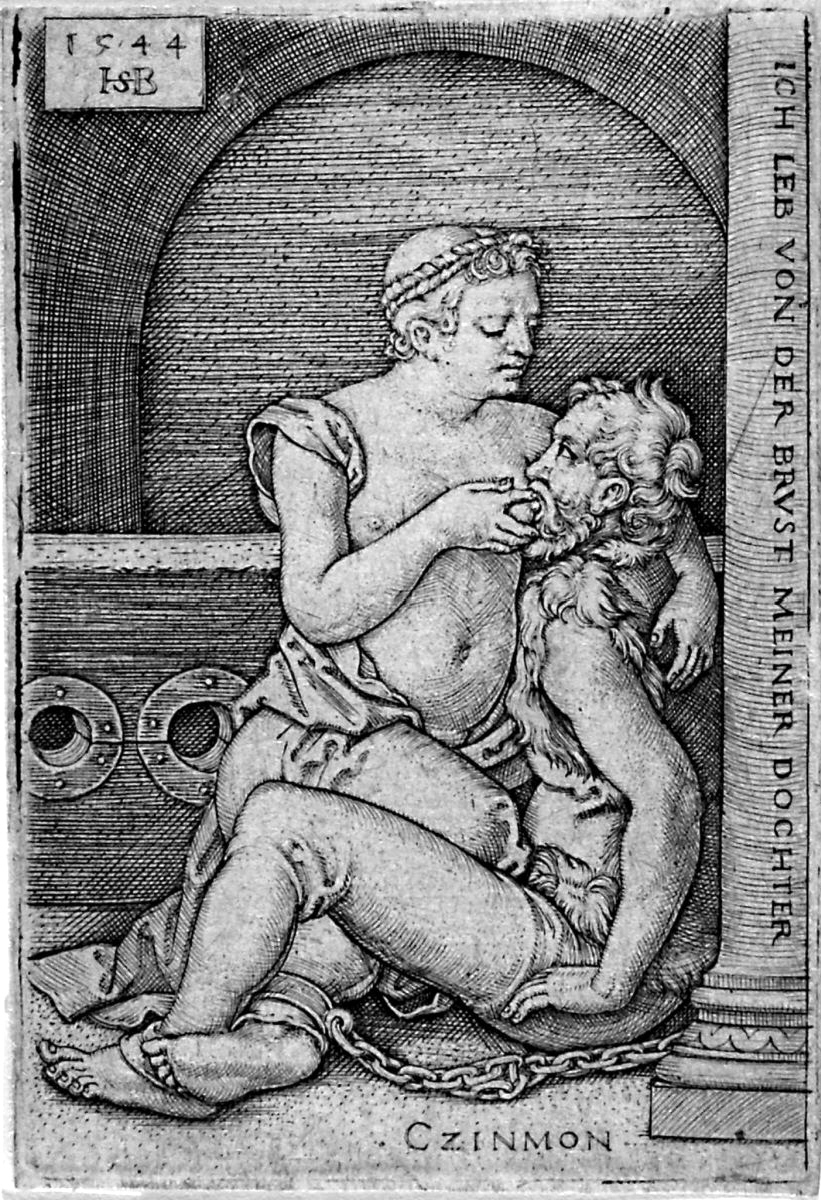
Cimon e Pera, por Hans Sebald Beham.

Desde a Idade Média, uma multidão de experiências visionárias eróticas subliminares dos santos desempenhou um papel importante para a lactação. Um exemplo é a Lactação de São Bernardo de Claraval.

## Motivações

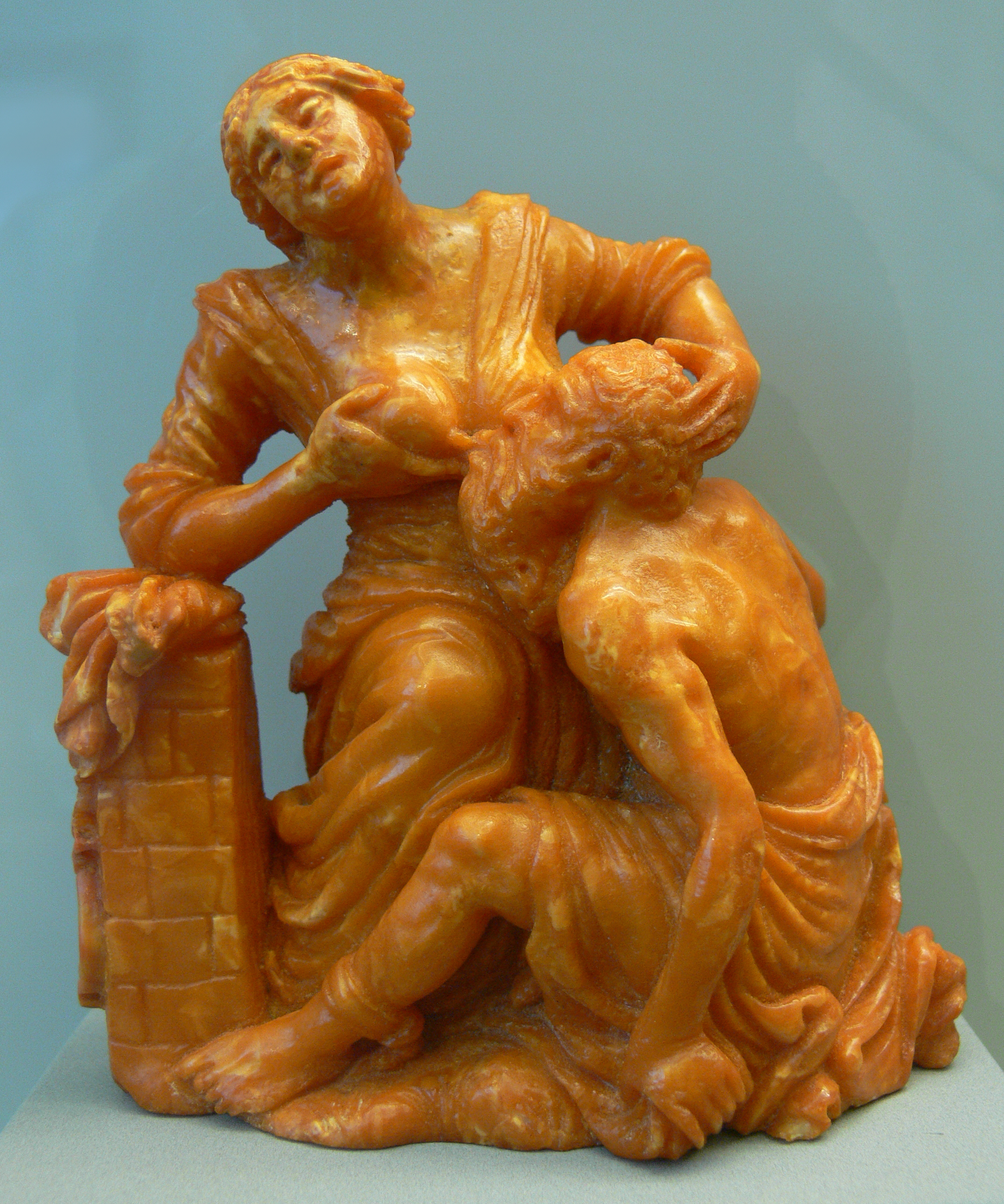
Cimon e Pero por Hans Sebald Beham

Desde a Antiguidade, os seios despertam atenção para a sexualidade. Na Índia, por exemplo, num poema de 4000 anos atrás, um poeta anônimo comparava sua utilidade para as crianças e para os adultos. Em algumas tribos do Sudão é terminantemente proibido encostar nos seios, exceto por filhos e marido, apesar de as mulheres andarem com eles descobertos.
Em sua edição de domingo, 13 de março de 2005, o periódico londrino The Times publicou uma reportagem de uma pesquisa científica (composta de 1690 homens britânicos) revelando que em 50% a 65% de todas as relações sexuais o homem chupava os seios de sua esposa.